# 卜葆鈖
卜葆鈖（1803年—1845年），字尹甫，号达庵，浙江平湖人。

## 生平
嘉庆八年（1803年）出生。道光十九年（1839年）举人，道光二十年（1840年）三甲进士，分发四川知縣，二十四年题补大邑縣，此地北界西藏，号称难治。卜葆鈖上任伊始采保甲制，令居民購置兵械以備無患，又捕获巨匪二十余人，治安大為改觀。道光二十五年以劳瘁卒于任上。